# Ніклас Беркрот
Ніклас Роберт Беркрот (швед. Nicklas Robert Bärkroth, нар. 19 січня 1992, Гетеборг, Швеція) — шведський футболіст, вінгер клубу «Ергрюте». Виступав за національну збірну Швеції.

## Ігрова кар'єра

### Клубна
Ніклас Беркрот є вихованцем футбольної академії клубу «Гетеборг» зі свого рідного міста. Першу гру в основі футболіст провів у вересні 2007 року і став наймолодшим дебютантом у Аллсвенскан у віці трохи старше 15 років, 7 місяців і 14 днів.
У липні 2008 року Беркрот дебютував у кваліфікації Ліги чемпіонів і в першому ж матчі проти команди з Сан-Марино відзначився двома забитими голами.

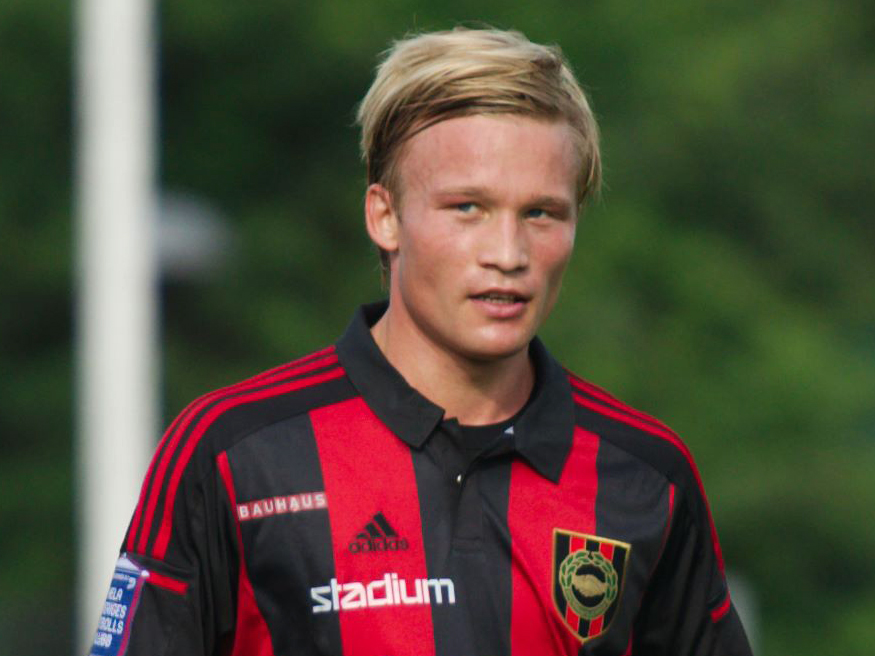
Ніклас Беркрот у складі «Броммапойкарна» 2014 рік.

Починаючи з 2011 року в кар'єрі Беркрота були дві оренди - в столичний клуб «Броммапойкарна» та португальську «Уніан Лейрія». А сезон 2013 року футболіст почав як повноцінний гравець «Броммапойкарна». По завршенні контракту зі стокгольмським клубом, на початку 2015 року Беркрот як вільний агент перейшов до «Норрчепінга», з яким у тому ж сезоні виграв чемпіонат Швеції.
Влітку 2017 року вінгер перебрався до Польщі, де провів один сезон у складі познаньского «Леха». Через рік він повернувся до Швеції, де уклав контракт на три з половиною роки зі столичним клубом «Юргорден». Влітку 2020 року Беркрот змушений був пропустит кілька місяців через травму коліна.
Перед початком сезону 2022 року Беркрот підписав дворічний контракт з клубом Супереттан «Ергрюте».

### Збірна
Ніклас Беркрот виступав за юнацькі та молодіжну збірну Швеції. 19 січня 2015 року у товариському матчі проти команди Фінляндії Беркрот дебютував у складі національної збірної Швеції, де загалом провів шість матчів.

## Титули
Гетеборг
 Переможець Кубка Швеції: 2008
Норрчепінг
 Чемпіон Швеції: 2015
 Переможець Суперкубка Швеції: 2015
Юргорден
 Чемпіон Швеції: 2019